# La Danse de mort
Pour les articles homonymes, voir Dance of Death.
La Danse de mort (Dödsdansen) est une pièce d'August Strindberg de 1900.
Les personnages principaux sont Edgar, capitaine d'artillerie, et son épouse Alice, ancienne actrice.
Strindberg a écrit en six semaines, à la fois cette pièce et une suite La Danse de mort II (sv).

## Traductions en français
- La Danse de mort, traduction de Terje Sinding, 2013, Éditions Circé.
- La Danse de mort, traduction de Maurice Rémon, 1921, librairie Stock, Delamain boutelleau et cie éditeurs.

## Adaptations
La pièce a été adaptée à plusieurs reprises au cinéma et à la télévision :
- En 1948 : La Danse de mort par Marcel Cravenne avec Erich von Stroheim (Edgar) et Denise Vernac (Théa)
- En 1962 : Dödsdansen (téléfilm) par Keve Hjelm avec Edvin Adolphson (Edgar) et Berta Hall (Alice)
- En 1967 : La Danse de mort de Michael Verhoeven
- En 1969 : The Dance of Death par David Giles avec Laurence Olivier (Edgar) et Geraldine McEwan (Alice)
- En 1980 : Dödsdansen (téléfilm) par Ragnar Lyth avec Keve Hjelm (Edgar) et Margaretha Krook (Alice)
- En 1982 : La Danse de mort (téléfilm) par Claude Chabrol avec Michel Bouquet (Edgar) et Juliette Carré (Alice)
- En 1996 : Dödsdansen (téléfilm) par Torbjörn Ehrnvall avec Jan Malmsjö (Edgar) et Marie Göranzon (Alice)

### Au théâtre
- En 2004 : La Danse de mort par Jacques Lassalle au théâtre de l'Athénée-Louis-Jouvet
- En 2017 : Danza Macabra par Luca Ronconi avec Giorgio Ferrara (Edgar) et Adriana Asti (Alice)[1]